# Comuna Balahovîci, Volodîmîreț
Balahovîci (în ucraineană Балаховичі) este o comună în raionul Volodîmîreț, regiunea Rivne, Ucraina, formată din satele Balahovîci (reședința), Maiunîci și Ostriv.

## Demografie
Componența lingvistică a comunei Balahovîci
     Ucraineană (99,23%)
     Alte limbi (0,77%)
Conform recensământului din 2001, majoritatea populației comunei Balahovîci era vorbitoare de ucraineană (99,23%), existând în minoritate și vorbitori de alte limbi.